# Пайн-Левел (Алабама)
Пайн-Левел (англ. Pine Level) — невключена територія в окрузі Монтгомері, штат Алабама, США.

## Демографія
За даними перепису 2010 року в місцевості мешкало 4183 особи.
Медіанний вік жителів: 38.6 років;
по Алабамі: 35.8 років.

### Доходи
Розрахунковий медіанний дохід домогосподарства в 2009 році: $39,302 (у 2000: $34,097);
по Алабамі: $40,489.
Розрахунковий дохід на душу населення в 2009 році: $24,304.
Безробітні: 6,7 %.

### Освіта
Серед населення 25 років і старше:
Середня освіта або вище: 69,0 %;

Ступінь бакалавра або вище: 12,9 %;

Вища або спеціальна освіта: 3,5 %.

### Расова / етнічна приналежність (перепис 2010)
Білих — 3848;

 Афроамериканців — 191;

 Індіанців та корінних мешканців Аляски — 9;

 азіатів — 20;

 Корінних жителів Гавайських островів та інших островів Тихого океану — 4;

 Латиноамериканців — 72;

 Інших — 31;

 Відносять себе до 2-х або більше рас — 80.

## Нерухомість
Розрахункова медіанна вартість будинку або квартири в 2009 році: $105,963 (у 2000: $73,200);
по Алабамі: $119,600.